# Georges de Ro
Georges de Ro, né à Saint-Josse-ten-Noode le 19 février 1854 et mort à Neder-Over-Heembeek le 15 juillet 1921, est un avocat près la Cour d'appel, notaire et homme politique belge.
En 1886, il participe à la défense de Gustave Vandersmissen dont le procès eut un important retentissement populaire et médiatique.
Sa sépulture au cimetière de Laeken est classée depuis 1994. Il s'agit d'un socle de granit sculpté par Ernest Salu, surmonté d'un groupe en marbre blanc, intitulé Début et fin est d'Isidore De Rudder et
représente les trois étapes de la vie : une vieille femme décharnée avec un jeune enfant et une jeune fille. Il habitait le Château de Meudon (Bruxelles). 

## Mandats et fonctions
- Bourgmestre de Neder-Over-Heembeek : 1904-1909.
- Membre du Sénat belge pour l'arrondissement de Bruxelles : du 2 décembre 1912 au 15 juillet 1921.
- Représentant de la Belgique à la Conférence internationale pour la protection de la propriété industrielle, à Bruxelles, en décembre 1897[3].
- Notaire installé à Saint-Josse-ten-Node de 1907 à 1919.

## Famille
La famille de Ro est une famille bruxelloise de notaires, de juristes et d'hommes politiques. Elle fut propriétaire du château de Meudon à Neder-Over-Heembeek entre la fin du XIXe siècle et le premier quart du XXe siècle. Le caveau familial au cimetière de Neder-Over-Heembeek est surmonté d'une imposante chapelle de style éclectique, construite en 1918. Au-dessus de la porte d'entrée se trouve un bas-relief en marbre représentant les trois vertus théologales (foi, espérance, charité), et l'inscription In te domine speravi.
- Charles Louis De Ro, né à Gooik le 15 mai 1822 et décédé à Saint-Josse-ten-Noode le 25 décembre 1905. Notaire à Kampenhout de 1868 à 1878, puis à Saint-Josse-ten-Noode de 1878 à 1879[6].
  - Albert de Ro, né à  Anderlecht le 6 juillet 1851, décédé à Neder-Over-Heembeek le 6 septembre 1907. Notaire à Saint-Josse-ten-Noode (rue de l'Astronomie, n° 14) de 1879 à 1907 ; bourgmestre de Neder-Over-Heembeek. Il achète le Château de Meudon (Bruxelles) en 1896.
  - Georges de Ro
    - Georges de Ro, né à Saint-Josse-ten-Noode le 9 février 1887 et y décédé le 7 juin 1947. Notaire à Saint-Josse-ten-Noode de 1919 à 1947. Inhumé dans le caveau familial au cimetière de Neder-Over-Heembeek.

## Ouvrages
- Commentaire de la loi du 1er avril 1879 sur les marques de fabrique et de commerce, 1879.

## Sources
- P. Van Molle, Het Belgisch parlement, p. 108.